# Rudy Youngblood
Rudy Youngblood este un actor, muzician, dansator și artist american. S-a născut la data de 21 Septembrie 1982 în Belton, Texas, unde a fost crescut împreună cu cele 2 surori numai de mama sa, neavând tată. A absolvit Liceul Belton în 2000, familia sa a insistat să termine liceul înainte să facă altceva. Youngblood frecventa școala tot timpul ca să poată să meargă să lucreze ca muncitor necalificat în construcții la vârsta de 10 ani.

## Cariera de actor
În 2005, Youngblood s-a mutat în Los Angeles, California după un tur al Statelor Unite ale Americii împreună cu Teatrul American de Dans. Tot în 2005 a  debutat în actorie jucând un rol în filmul Spirit: The Seventh Fire. A fost selectat de Mel Gibson să interpreteze rolul principal în filmul epic Apocalypto. Youngblood și-a făcut o mare parte dintre cascadorii, fără ajutorul cascadorilor. Apocalypto este cel mai de succes film al lui Rudy Youngblood. Tot timpul în film s-a vorbit limba maiașă astfel că Youngblood a fost nevoit să o învețe.
Youngblood este de asemenea și un atlet specializat în dans pow wow, ecvestru, fugă și box.

## Filmografie
- 2005: Spirit: The Seventh Fire
- 2006: Jaguar Paw în Apocalypto
- 2010: Brandon în Beatdown

## Premii
Premiul FAITA pentru Performanță Deosebită în filmul Apocalypto.